# مطار K50
مطار K50 مهبط طائرات في محافظة شبيلي السفلى في الصومال، يخدم العاصمة الصومالية مقديشو، واستخدم كمطار رئيسي في بعض الأحيان.

## نظرة عامة
يشير الاسم إلى موقع المطار على الطريق الرئيسي الذي يربط شمال شرق البلاد بالجنوب الغربي ويبعد حوالي 50 كيلومترًا عن العاصمة مقديشو إلى الجنوب الغربي.  في أواخر عام 2000 كان K50 بمثابة المطار الرئيسي في العاصمة مقديشو في الوقت الذي أُغلق فيه مطار آدم عبد الله الدولي لفترة وجيزة بسبب الحرب المستمرة في الصومال،  وسيرت شركة طيران دالو رحلاتها من وإلى مطا K50. 
ورد ذكر مطار KM50 في كتاب Quiet Warriors: Veteran Military Service Memories ، بقلم Blake E. Edwards.

## المرافق
يقع المطار على ارتفاع 100 قدم (30 م) فوق مستوى سطح البحر، وله مدرج واحد محدد 04/22 وله سطح رملي مضغوط بقياس 1,850 by 20 متر (6,070 قدم × 66 قدم) .

## شركات الطيران والوجهات
تقدم شركات الطيران التالية خدمة الركاب المجدولة:
| شركـات طيـران                          | الوجهات                            |
| -------------------------------------- | ---------------------------------- |
| الخدمات الجوية الإنسانية للأمم المتحدة | أديس أبابا، إثيوبيا، نيروبي، كينيا |